# Scarface (1932)
Scarface (bra: Scarface - A Vergonha de uma Nação, ou Scarface, a Vergonha de uma Nação; prt: Scarface, o Homem da Cicatriz) é um filme de drama policial do subgênero gângster americano pré-Código lançado em 1932, dirigido por Howard Hawks e com a produção dele e Howard Hughes. O roteiro de Ben Hecht é vagamente baseado no romance homônimo publicado pela primeira vez em 1930 por Armitage Trail, que foi inspirado no mafioso Al Capone. O filme é estrelado por Paul Muni como o gângster imigrante italiano Antonio "Tony" Camonte, que ascende violentamente na máfia de Chicago, com George Raft e Boris Karloff no elenco. A ascensão do protagonista ao poder se encaixa com sua perseguição implacável à amante de seu chefe, enquanto sua irmã se apaixona por seu melhor amigo. 
Após comprar os direitos do romance de Trail, Hughes rapidamente selecionou Hawks para a direção e Hecht para ser o roteirista. Scarface foi produzido antes da introdução do código de produção em 1934, que impôs regulamentações a indústria cinematográfica. No entanto, o Código Hays, um precursor mais brando, exigiu alterações significativas, incluindo um prólogo condenando a criminalidade, um final alternativo para repreender Camonte mais claramente e o título alternativo "The Shame of a Nation". Os censores acreditavam que o filme glorificava a violência e o crime e com essas mudanças atrasaram o filme em um ano, embora algumas exibições piratas tenham mantido o final original. Apenas em 2019 a versão original sem alterações tornou-se disponível ao público.
A recepção do público foi positiva, porém houve boicotes em protesto a sua violência em várias cidades e federações dos Estados Unidos, forçando o produtor a retirá-lo de circulação e manter armazenado em seu cofre até o seu falecimento, com os direitos autorais sendo recuperados na década de 1970. Ao lado de Little Caesar e The Public Enemy (ambos de 1931), Scarface é considerado um dos filmes de gângsters mais significativos e influentes da história, entrando para listas de melhores filmes de todos os tempos. No ano de 1983 um remake foi lançado com Al Pacino no papel principal.

## Enredo

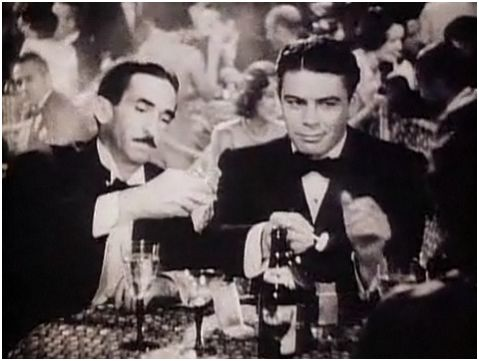
Osgood Perkins como John "Johnny" Lovo e Paul Muni como Antonio "Tony" Camonte em uma cena do trailer do filme

Na década de 1920 em Chicago, Tony "Scarface" Camonte, um imigrante italiano e ambicioso bandido de baixo escalão, trabalha como guarda-costas do chefão do crime "Big" Louis Costillo. Tony mata seu chefe a tiros com o tenente descontente de Costillo, Johnny Lovo. Lovo assume o controle do território de Costillo na Zona Sul e faz com que Tony e seus associados, o estúpido Angelo e o belo playboy Guino "Little Boy" Rinaldo, supervisionem uma lucrativa operação de contrabando, vendendo cerveja ilegal para todos os bares da região e expulsando os rivais.
Tony insiste para que Lovo comece a se instalar na Zona Norte , onde o contrabando é controlado pelo gângster irlandês O'Hara; Lovo se recusa, ordenando que Tony deixe a Zona Norte em paz. Tony ignora as ordens e remove os homens de O'Hara, expandindo suas atividades para o Norte. Em pouco tempo, Lovo era apenas o chefe nominal, enquanto Tony se tornava cada vez mais notório e poderoso, atraindo a atenção de outros gângsteres e da polícia.
Enquanto isso, Tony persegue a namorada de Johnny, Poppy. A princípio, ela o ignora, mas passa a lhe dar mais atenção à medida que seu status sobe e ele começa a ostentar sua riqueza. Ela visita seu apartamento "extravagante", onde ele lhe mostra a vista da janela de um outdoor elétrico anunciando a Cook's Tours , com o slogan que o inspira: "O Mundo É Seu".
Tony finalmente se livra de O'Hara. O sucessor de O'Hara, Tom Gaffney, declara guerra à Zona Sul e tenta matar Tony com metralhadoras — com as quais um Tony entusiasmado rapidamente arma seus homens. A guerra resulta na vitória de Tony, enquanto Gaffney é forçado a se esconder. Um grupo de cidadãos proeminentes, incluindo o chefe de polícia, juram acabar com Tony por toda a carnificina e derramamento de sangue que ele infligiu à cidade.
Durante uma noite no teatro, Tony descobre que Gaffney e o restante de sua equipe estão em uma pista de boliche próxima. Deixando Angelo para trás para assistir ao resto do espetáculo e lhe contar o resultado, Tony mata Gaffney pessoalmente. A raiva de Lovo por Tony finalmente transborda quando Tony flerta e dança abertamente com Poppy na frente dele em uma boate. Tony vê sua querida irmã Francesca "Cesca" dançando com um estranho na boate; obsessivamente protetor em relação a ela, ele fica furioso e a espanca. Mais tarde naquela noite, alguns pistoleiros tentam assassinar Tony, mas ele os mata.
Suspeitando do envolvimento de Lovo, Tony vai ao seu escritório depois de subornar o barbeiro local para ligar para ele e fingir fazer parte da equipe de assassinos. Quando Lovo desliga após alegar que deve ter ligado para o número errado, Tony o obriga a confessar o assassinato e manda Guino matá-lo. Tony, agora o chefão indiscutível do submundo da cidade, leva Poppy para umas férias caras na Flórida para escapar da polícia e da atenção da mídia. Ao mesmo tempo, Cesca visita Guino secretamente no escritório de Tony e o seduz. Os dois começam um caso.
Ao voltar para casa, Tony descobre por sua mãe, que o advertiu diversas vezes sobre seu mau comportamento, que Cesca foi morar com outro homem e corre para encontrá-la com Guino. Ele mata o amigo num acesso de ciúmes, e Cesca foge em prantos após revelar que eles tinham acabado de se casar e planejavam surpreendê-lo. A polícia emite um mandado de prisão contra Tony; ele se tranca em sua casa enquanto Angelo é morto tentando protegê-lo em um tiroteio com a polícia.
Cesca entra sorrateiramente, planejando matar o irmão, mas não consegue. Tony e Cesca se armam, e Tony atira na polícia da janela com uma submetralhadora Thompson, rindo loucamente enquanto os abate. Momentos depois, porém, Cesca é morta por uma bala perdida. Gritando o nome de Cesca enquanto o apartamento se enche de gás lacrimogêneo, Tony desce as escadas tropeçando no momento em que a polícia arromba sua porta. Tony implora por sua vida, mas em vez de colocar as algemas oferecidas, tenta escapar, resultando em um tiro. Enquanto Tony cai morto na rua, o outdoor elétrico acima dele exibe "The World Is Yours" (O Mundo É Seu).

## Elenco
- Paul Muni como Antonio "Tony" Camonte
- Ann Dvorak como Francesca "Cesca" Camonte
- George Raft como Guino "Little Boy" Rinaldo
- Karen Morley como Poppy
- Boris Karloff como Tom Gaffney
- Osgood Perkins como John "Johnny" Lovo
- C. Henry Gordon como o Inspetor de Polícia, Ben Guarino
- Vince Barnett como Angelo
- Purnell Pratt como o editor Garston
- Tully Marshall como o Editor chefe
- Inez Palange como Sr(a) Camonte, Mãe do Tony
- Edwin Maxwell interpreta o Chefe dos detetives
- Harry J. Vejar como "Big" Louis Costillo (não-creditado)[6]
- Howard Hawks aparecer rapidamente deitado em uma cama (não-creditado)[7]

## Produção

### Desenvolvimento
O magnata Howard Hughes estava envolvido na indústria cinematográfica e queria um outro sucesso de bilheteria após o bem sucedido The Front Page (1931).  Filmes de gângster eram chamativos no início da década de 1930 durante a Lei Seca. Hughes queria fazer um longa-metragem baseado na vida do gângster Al Capone a qual, seria superior a todos os outros filmes deste subgênero. Ele foi aconselhado a não fazer o filme, pois o cinema já estava lotado por outras produções idênticas; Little Caesar estrelado por Edward G. Robinson e The Public Enemy estrelado por James Cagney já eram grandes sucessos, e a Warner Bros. afirmou que nada de novo poderia mais ser feito com está temática. Além disso, censuradores da indústria, como o código hays, estavam se preocupando com a glamourização da criminalidade na mídia.
Hughes comprou os direitos do romance Scarface de Armitage Trail,  inspirado na vida de Capone. Trail publicou muitos contos para várias revistas de histórias policiais no início da década de 1920, mas morreu de ataque cardíaco aos 28 anos, pouco antes do lançamento de Scarface. Hughes contratou Fred Pasley, um repórter de Nova York para ser um dos roteirista. Hughes chamou Ben Hecht, que havia ganhado o seu primeiro Oscar de Melhor Roteiro Original em 1929 por seu filme policial mudo Underworld (1928), para ser o roteirista principal. Suspeitando de Hughes como empregador, Hecht solicitou um salário diário de US$ 1.000, a ser pago todos os dias às seis horas. Ele alegou que só desperdiçaria um dia de trabalho se Hughes não fosse uma fraude.
Hughes queria que o diretor Howard Hawks dirigisse e também fosse o co-produtor da obra. Isso surpreendeu Hawks, já que os dois nunca foram amigos; porque Hughes antes havia entrado com uma ação judicial contra Howard Hawks em julho de 1930, alegando que o filme de Hawks, The Dawn Patrol é um plágio de seu filme Hell's Angels (1930). Durante uma partida de golfe, Hughes prometeu desistir da ação judicial (irrelevante, pois o juiz já a havia rejeitado) se Hawks aceitasse ser o diretor de Scarface. O diretor ficou mais convencido quando descobriu que Hecht seria o roteirista principal. Hecht e Hawks trabalharam bem juntos, pretendendo retratar o personagem Capone como da Família Bórgia, incluindo a sugestão de incesto entre o personagem principal e sua irmã, presente no romance de Trail.

### Roteiro
Ben Hecht escreveu o roteiro em 11 dias durante janeiro de 1931, adaptado do romance de Trail. Fred Pasley forneceu ajuda, assim como WR Burnett que é o autor do romance Little Caesar. As contribuições de Pasley incluíram elementos do livro Al Capone: Biography of a Self-Made Man; a qual contém uma passagem em uma barbearia com Capone semelhante à introdução de Tony Camonte no filme. Pasley não foi creditado por seu trabalho no roteiro. John Lee Mahin e Seton I. Miller reescreveram vários trechos do roteiro para  aumentar a continuidade nos diálogos.
Como havia cinco escritores, é difícil distinguir quais componentes foram contribuídos por qual escritor; no entanto, o final de Scarface é semelhante ao primeiro filme de gangster de Hecht; Underworld, no qual o gangster Bull Weed se prende em seu apartamento com sua amante e atira nas hordas de policiais do lado de fora, e portanto, provavelmente foi uma adição de Hecht.
A versão cinematográfica de Scarface tem pouca semelhança com o romance. Embora o filme contenha os mesmos personagens principais, pontos da trama e conotações incestuosas foram descartadas para reduzir a duração e atender aos pedidos dos escritórios de censura. Para fazer os gangsters parecerem menos admiráveis, o personagem de Tony foi feito para parecer menos inteligente e mais brutal do que no romance. Da mesma forma, o relacionamento fraternal entre Tony e o policial foi removido para evitar retratar a corrupção policial.

#### Relações com Al Capone
Tanto o filme quanto o romance são vagamente baseados na vida do gangster Al Capone, cujo apelido era Scarface com nomes dos personagens e locais alterados. Capone tornou-se Camonte, Torrio tornou-se Lovo e Moran virou Doran. Em alguns dos primeiros rascunhos, Colosimo era Colisimo e O'Bannion chamava-se Bannon, mas foram mudados para Costillo e O'Hara, respectivamente. Esta e outras alterações feitas aos personagens e à identificação de locais para manter o anonimato foram devido à censura e à preocupação de Hawks com o uso excessivo de detalhes históricos.
Ben Hecht conhecia o gângster Al Capone e "sabia muito sobre Chicago", então ele não fez nenhum workshop para o roteiro. De acordo com Hecht, enquanto trabalhava no roteiro, o gângster enviou dois homens para visitá-lo em Hollywood para garantir que o filme não fosse baseado em sua vida. Ele disse a eles que o personagem Tony era uma paródia de vários criminosos e que o título Scarface foi escolhido por ser intrigante. Os dois homens deixaram Hecht em paz.
As referências ao infame gângster e eventos reais das guerras de gangues de Chicago eram óbvias para o público da época. O personagem de Muni tinha uma cicatriz semelhante à de Capone, recebida em lutas semelhantes. A polícia no filme menciona que Camonte é um membro da Five Points Gang no Brooklyn, da qual Capone era um membro conhecido. Tony mata seu chefe "Big Louis" Costillo no saguão de seu clube; Capone estava envolvido no assassinato de seu primeiro chefe "Big Jim" Colosimo em 1920. O líder rival O'Hara é morto a tiros em sua floricultura; Os homens de Capone assassinaram Dean O'Bannion durante a sua visita na floricultura no ano de 1924. O assassinato de sete pessoas em uma garagem, com dois dos atiradores fantasiados de policiais, reflete o Massacre do Dia de São Valentim de 1929. O líder dessa gangue rival escapa por pouco do tiroteio, assim como o dono da gangue Bugs Moran. O filme começa no cruzamento da 22nd Street com a Wabash Avenue, no meio do South Side de Capone, o local onde ocorre muitos dos seus crimes.
Apesar das referências explícitas a Capone, houve rumores de que o gângster gostou tanto do filme que possuía uma cópia dele. No entanto, esta foi provavelmente uma afirmação exagerada de Hawks, já que o criminoso foi preso em Atlanta por sonegação de impostos durante o lançamento de Scarface.

### Escolha de Elenco
Hawks e Hughes acharam difícil escalar o elenco, pois a maioria dos atores estava sob contrato e os estúdios estavam relutantes em permitir que seus artistas trabalhassem como freelancers. O produtor Irving Thalberg sugeriu Clark Gable, mas Hawks acreditava que ele não seria adequado ao papel. Depois de ver Paul Muni na Broadway, o agente de talentos Al Rosen o sugeriu para o papel principal. Muni inicialmente recusou, sentindo que não era fisicamente adequado para o personagem, mas depois de ler o roteiro a sua esposa o convenceu a aceitá-lo. Após um teste em Nova York, os produtores o aprovaram para o papel.
Boris Karloff foi escalado como o gangster irlandês Gaffney, listado em um pôster de lançamento nos cinemas como "Boris 'Frankenstein' Karloff". Jack La Rue iria ser o ajudante de Tony Camonte, Guino Rinaldo (inspirado no guarda-costas de Al Capone, Frank Rio). Ainda assim, como ele era mais alto que Muni, Hawks temia que ele ofuscasse a personalidade forte do ator principal. Ele foi substituído por George Raft, um iniciante, encontrado pelo diretor em uma luta de boxe. Raft havia desempenhado um papel quase idêntico no ano anterior em sua estreia no cinema em Quick Millions , um filme de temática parecida estrelado por Spencer Tracy, mas foi o personagem de Scarface que o catapultaria Raft para o estrelato.
Embora Karen Morley estivesse sob contrato na MGM, Hawks era próximo do executivo do estúdio, Eddie Mannix que emprestou Morley para o filme. Ela teria recebido a opção de escolher entre o papel de Poppy ou Cesca. Embora Cesca fosse uma "mulher mais forte", ela escolheu Poppy porque sentiu que Cesca seria mais adequada para sua amiga Ann Dvorak. Ela considerou isso "provavelmente a coisa mais legal que ela fez na vida". Morley convidou Dvorak, de 20 anos, para uma festa na casa de Hawks para apresentá-los. De acordo com Hawks, na festa, Dvorak se concentrou em George Raft, que interpretou seu interesse amoroso. Ele inicialmente recusou o convite para dançar. Ela tentou dançar na frente dele para atraí-lo; eventualmente, ele cedeu, e então dançaram juntos chamando a atenção de todos. Após esse evento, Hawks estava interessado em escalá-la, mas tinha ressalvas sobre sua falta de experiência. Após um teste de tela, ele lhe deu o papel, e a MGM estava disposta a liberta-la de seu contrato como corista. Dvorak teve que receber permissão de sua mãe, Anna Lehr e ganhar uma petição apresentada ao Tribunal Superior para poder assinar com Howard Hawks como menor de idade.

### Filmagem
As filmagens duraram seis meses, o que era muito longo para filmes do início da década de 1930. Howard Hughes permaneceu fora do set para evitar interferir nelas. Ele pediu a Hawks que tornasse o filme visualmente emocionante adicionando perseguições de carro, colisões e tiroteios com metralhadora. Hawks filmou em três locais diferentes: Metropolitan Studios, Harold Lloyd Studios e o Mayan Theater em Los Angeles. As cenas levaram 3 meses, com o elenco e a equipe trabalhando 7 dias por semana. Para a cena mais violenta do filme que é a do restaurante, Hawks limpou o local para evitar ferir figurantes e teve o set alvejado por metralhadoras. Os atores encenaram a cena em frente a uma tela com o tiroteio projetado ao fundo, então, enquanto todos aglomeravam sob as mesas do restaurante, a sala parecia estar simultaneamente sob fogo.
Hawks e Hughes se encontraram com o código hays durante as filmagens para análise. Apesar disso, Scarface foi filmado e montado rapidamente. Em setembro de 1931, uma versão preliminar do filme foi exibida para a Comissão de Crimes da Califórnia e policiais, nenhum dos quais considerou que o enredo seria uma influência perigosa para o público ou provocaria uma resposta dos criminosos. Irving Thalberg recebeu uma exibição antecipada e ficou impressionado com o longa-metragem. Apesar do feedback positivo que o filme recebeu, os censuradores do código hays insistiu em algumas mudanças antes da aprovação final.

### Censura
Scarface foi produzido e filmado durante a era pré-Código de Hollywood, que durou de 1930 à 1934. Este período é caracterizado por sua triagem informal e aleatoriedade da  regulamentação do conteúdo dos filmes, antes do estabelecimento da Production Code Administration (PCA) em 1º de julho de 1934. Antes da influência da PCA, a censura era supervisionada pela Motion Pictures Producers and Distributors of America (MPPDA). Em 1930, Will Hays, o presidente da MPPDA, tentou regular o conteúdo dos enredos presentes nos longa-metragens; a MPPDA ficou conhecida como Hays Office (Código Hays). O objetivo do órgão era censurar nudez, sexualidade, uso de drogas e a criminalidade presente nos filmes. Eles queriam evitar o retrato simpático do crime, mostrando criminosos reconhecendo o erro de seus caminhos ou mostrando criminosos sendo punidos. No entanto, não tinha autoridade para remover material de um filme até que o MPPDA se comprometeu oficialmente a aderir ao Código de Produção em 1934, então eles confiaram em atrasos no lançamento e lobby para remover cenas ou impedir que certas obras fossem produzidas. Vários longa-metragens escaparam da censura adicionando cenas extremamente sugestivas para que pudessem removê-las e torcendo para que ignorassem as imoralidades menores que permaneceram em outros momentos no filme.
J. E. Smyth descreveu Scarface como "um dos filmes mais censurados da história da antiga Hollywood". Howard Hawks acreditava que os censuradores tinham vinganças pessoais contra o filme, enquanto Hughes dizia que a censura era devido a "motivos ocultos e políticos" de políticos corruptos. No entanto, James Wingate, dos conselho de censura de Nova York, refutou afirmando que Hughes estava mais preocupado com "publicidade de bilheteria" na produção do filme do que com os princípios morais. Após repetidas demandas por uma reescrita do roteiro pelo código hays, Hughes ordenou que Hawks filmasse: "Dane-se eles, torne-o o mais realista e macabro possível". Os censuradores  ficaram indignado com Scarface quando o exibiram. De acordo com eles, a obra violou o Código porque desperta simpatia pelo personagem de Muni, revelando aos jovens um método bem-sucedido na criminalidade.  Também pediram que cenas fossem deletadas e outras adicionadas para condenar as gangues e um final diferente. Eles acreditavam que a morte de Tony no final do filme era na verdade um mártir. A violência incomodou a MPPDA por sentir que o relacionamento inapropriado entre o personagem principal e sua irmã era muito evidente, especialmente quando ele a segura em seus braços depois de dar um tapa nela e rasgar seu vestido; eles ordenaram que essa cena fosse deletada. Hughes, para receber a aprovação da MPPDA, deletou as cenas mais violentas, adicionou um prólogo para condenar a máfia e escreveu um novo final.
Além disso, algumas cenas foram adicionadas para condenar abertamente os gângsters, como uma em que um editor de jornal olha para a tela e adverte diretamente o governo e o público por sua falta de ação no combate à violência da multidão e em outra o detetive denuncia a glorificação de gangsters na mídia. Hawks se recusou a filmar estas cenas extras e o final alternativo que foram dirigidas por Richard Rosson, o que lhe rendeu o título de "codiretor". Howard Hughes foi instruído a mudar o título para "The Menace, Shame of the Nation" pois esclarece o assunto do filme; após meses de pechincha, ele chegou a um acordo com o título "Scarface: The Shame of the Nation" e adicionou um prefácio condenando "gângsters" em um sentido geral. O produtor tentou lançar o longa-metragem sob o título "The Scar" quando o escritório de Hays proibiu o título original. Além do nome, o termo "Scarface" foi removido da película. Na cena em que Tony mata Rinaldo, Cesca diz a palavra "assassino", mas ela pode ser vista falando "Scarface".
No roteiro original a mãe de Tony amava o filho incondicionalmente, elogiando seu estilo de vida e até aceitando seu dinheiro e presentes. Além disso, havia um político que, apesar de fazer campanha contra gângsters no pódio, é mostrado festejando com eles fora do horário de expediente. O enredo terminaria com Tony permanecendo no prédio, imune ao gás lacrimogêneo e à multidão de balas disparadas contra ele. Após o prédio ser incendiado, o protagonista é forçado a sair, com as armas em punho. Ele é atingido por tiros da polícia, mas parece impenetrável. Ao perceber o policial que o estava prendendo durante todo a sequência, atira nele, apenas para ouvir um único "clique", o que implica que sua arma está descarregada. Ele é morto após o policial contra-atacar atirando várias vezes. Este clique pode ser escutado na versão lançado nos cinemas durante a morte de Tony.

### Final alternativo
A primeira versão do filme (Versão A) foi concluída em 8 de setembro de 1931, mas os censores exigiram que o final fosse modificado ou se recusariam a conceder uma licença para Scarface. Paul Muni não pôde participar na refilmagem da cena final em 1931 devido ao seu trabalho na Broadway. Consequentemente, Hawks foi forçado a usar um dublê principalmente por meio de sombras e tomadas longas para mascarar a ausência de Muni nessas cenas. O final alternativo (Versão B) difere pela maneira como Tony é capturado e morre. Ao contrário do original, onde ele tenta escapar da polícia e morre após ser baleado várias vezes, no final alternativo, o gângster relutantemente se entrega à polícia. Após  a rendição, o rosto de Tony não é mostrado. Segue-se uma cena em que um juiz se dirige ao protagonista durante a sentença. A próxima cena é a conclusão da obra, em que Tony (visto de uma vista aérea) é levado à forca e enforcado.
No entanto, a Versão B imediatamente não passou pelos censores de Nova York e Chicago. Howard Hughes sentiu que os censuradores tinha certas intenções ao rejeitar Scarface porque era amigo de Louis B. Mayer. Hughes acreditava que a censura era para impedir que artistas independentes produzisse filmes. Confiante de que sua produção poderia se destacar entre o público mais do que os filmes de Mayer, Hughes organizou uma exibição do filme para a imprensa em Hollywood e Nova York. O New York Herald Tribune elogiou Hughes por sua coragem em se opor aos censores. O produtor renegou o filme censurado e, finalmente, em 1932, a Versão A com a introdução de texto adicionada foi lançada em estados que não tinham censores rígidos (ele tentou levar os censores de Nova York ao tribunal). Esta versão de lançamento de 1932 levou ao status de bilheteria genuíno e avaliações críticas positivas. Hughes foi bem-sucedido em processos judiciais subsequentes contra os conselhos que censuraram o filme. Devido às críticas da imprensa, o código Hays afirmou que a versão exibida nos cinemas era o filme censurado que ele havia aprovado anteriormente.

### Trilha Sonora
Devido ao cenário urbano e alta violência do enredo, música não diegética (não visível na tela ou implícita na história) não foi usada no filme. A única música que aparece em Scarface é durante os créditos de abertura e encerramento e também durante as cenas onde a música aparece naturalmente, como na boate. Adolf Tandler serviu como diretor musical do filme, enquanto Gus Arnheim é o maestro da orquestra. Gus e sua Orquestra Cocoanut Grove executam "Saint Louis Blues" de WC Handy e "Some of These Days" de Shelton Brooks na boate. A melodia que Tony assobia é o sexteto da ópera Lucia di Lammermoor de Gaetano Donizetti que é acompanhada por palavras que se traduzem em "O que me impede em tal momento?", e esta melodia continua a aparecer durante as sequências de violência do filme. A canção que Cesca canta enquanto toca piano é "Wreck of the Old 97".

## Legado

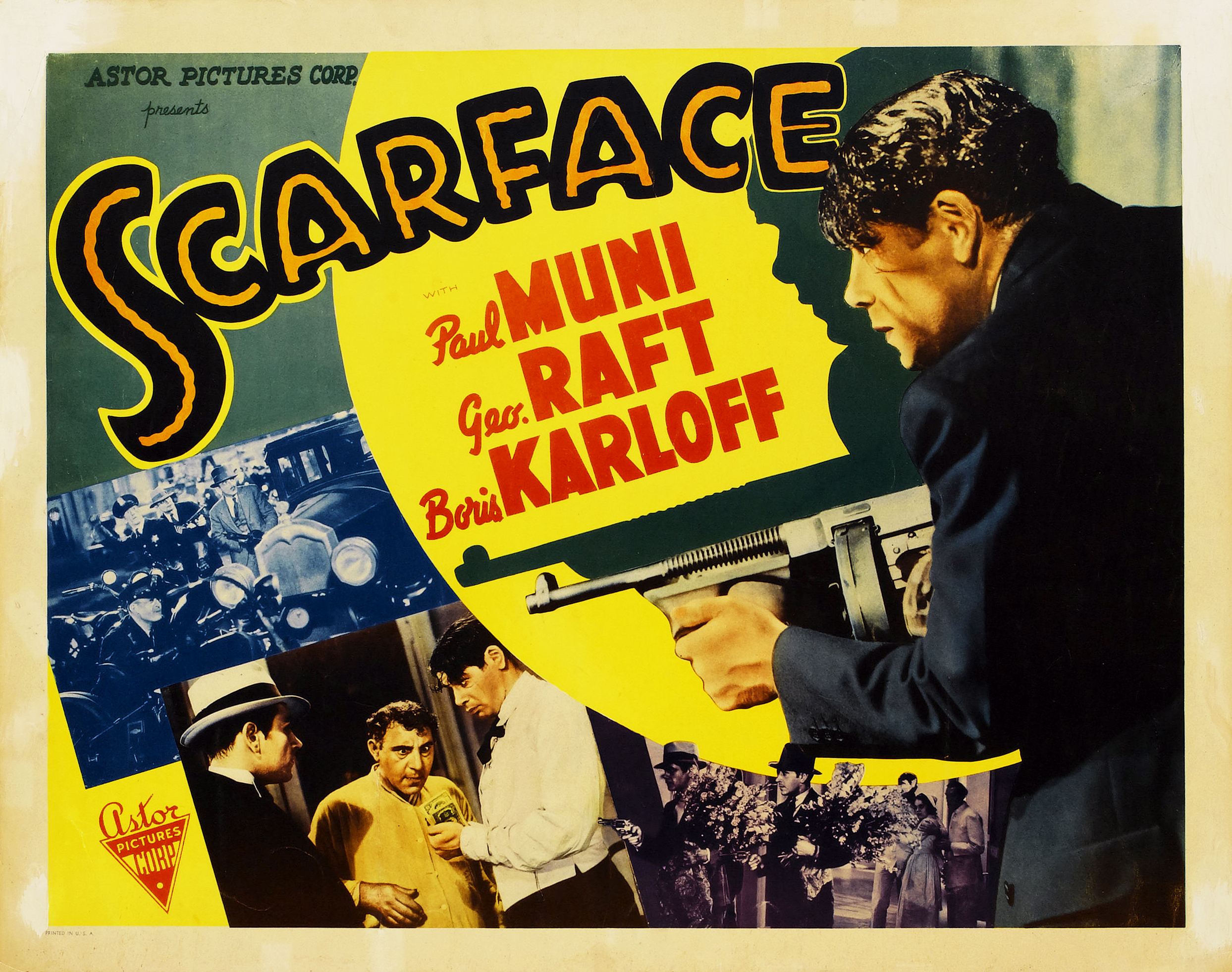
1932 Lobby card

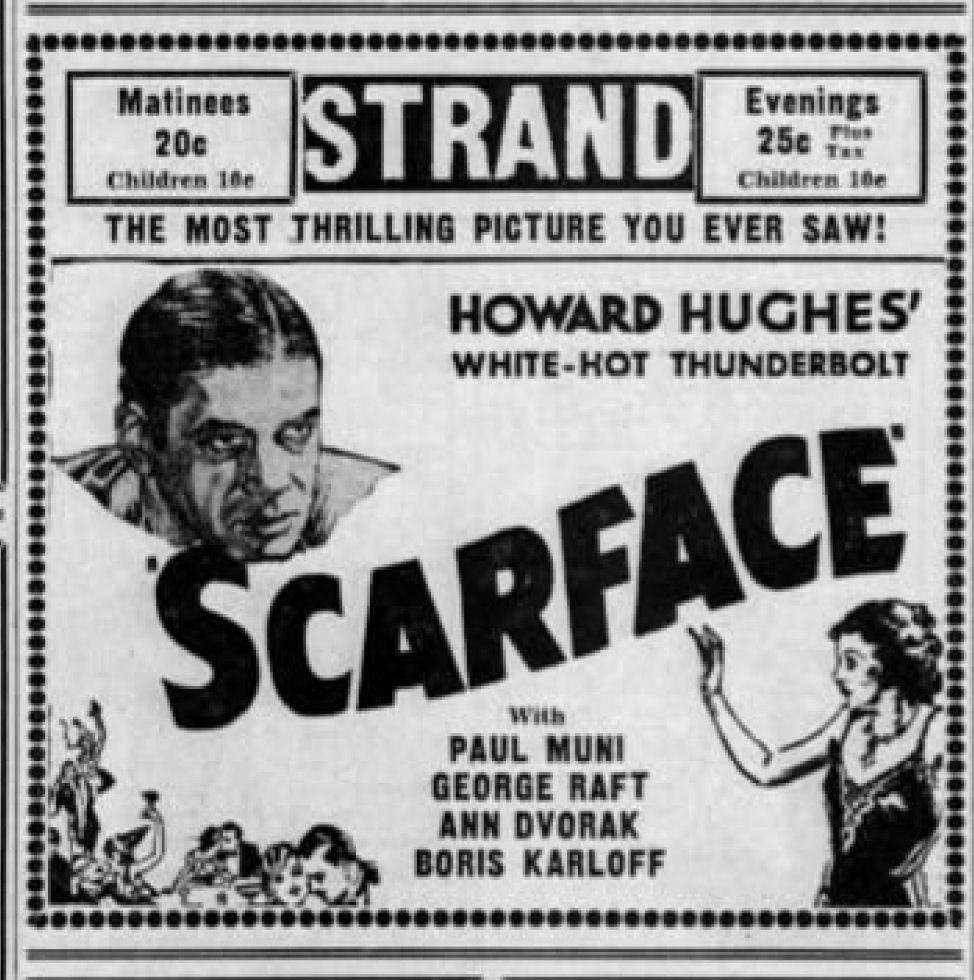
Anúncio de um jornal de 1940 sobre o relançamento de Scarface